# Artizan
Artizan ist eine US-amerikanische Heavy-Metal-/Power-Metal-Band, die 2008 in Jacksonville gegründet wurde.

## Geschichte
Nach einer EP im Jahr 2009 mit dem Titel Artizan veröffentlichten sie 2011 ihr erstes komplettes Werk Curse of the Artizan bei Pure Steel Records. Im Zweijahresabstand folgten dann Ancestral Energy (2013) und The Furthest Reaches (2015).
Für das vierte Studioalbum Demon Rider verstrichen erstmals drei Jahre. Die Aufnahmen fanden laut CD-Booklet bei Morrisound Recording statt, der Bass wurde von Joey Vera (Armored Saint, Fates Warning) eingespielt. Bei der Limited Edition des Albums folgen den fünf regulären Einspielungen als Dreingabe der titelgebende Song mit Harry Conklin (Jag Panzer) als alternativem Sänger und zwei Mitschnitte vom Keep-It-True-Festival 2015. Zudem beinhaltet eine zweite CD als Bonus Instrumentalversionen. Das Artwork wurde gestaltet von Eliran Kantor, der zuvor u. a. für Crowbar, Testament oder Thy Art Is Murder gearbeitet hat und der einige seiner Werke beispielsweise 2017 im Rahmen des britischen Bloodstock Open Air ausstellen konnte.

## Stil
Als Referenzen werden u. a. Fates Warning, Jag Panzer, frühe Iron Maiden (1980er Jahre) und Crimson Glory herangezogen. An anderer Stelle wurden zudem Queensryche und Savatage als Referenzen genannt.

## Rezeption
Zum 2018er-Album Demon Rider urteilten beispielsweise streetclip.de und powermetal.de:

„ARTIZAN gelingt auf ihrem neuesten Werk ´Demon Rider´ das Kunststück, musikalischen Anspruch mit eingängiger Darbietung in Vollendung zu vereinigen. Dieses Mini-Album übertrifft selbst mit seiner kurzen Spielzeit von etwas mehr als einer halben Stunde seinen drei Jahre alten Vorgänger ´The Furthest Reaches´ souverän und bringt in seiner Komprimierung ausschließlich Kompositionen der Edelklasse zur Aufführung.“

„Ausgereiftes und zu großen Teilen progressiv wirkendes Songwriting, welchem es dennoch mühelos gelingt eingängig zu klingen, zeichnet dieses wundervolle Album weiter aus. Twin-Gitarrenparts gepaart mit den großartig klar und weich dargebotenen Vocals von Meister Tom Braden und eine exzellent harmonierende Rhythmus-Sektion sind auch hier weiterhin fester Bestandteil des typischen ARTIZAN-Sounds.“

## Diskografie
- 2009: Artizan (EP, Selbstverlag)
- 2011: Curse of the Artizan (Pure Steel Records)
- 2013: Ancestral Energy (Pure Steel Records)
- 2015: The Furthest Reaches (Pure Steel Records)
- 2018: Demon Rider (Pure Steel Records)